# فهرست سفرهای رسمی خارج از کشور توسط ویلیام و کاترین

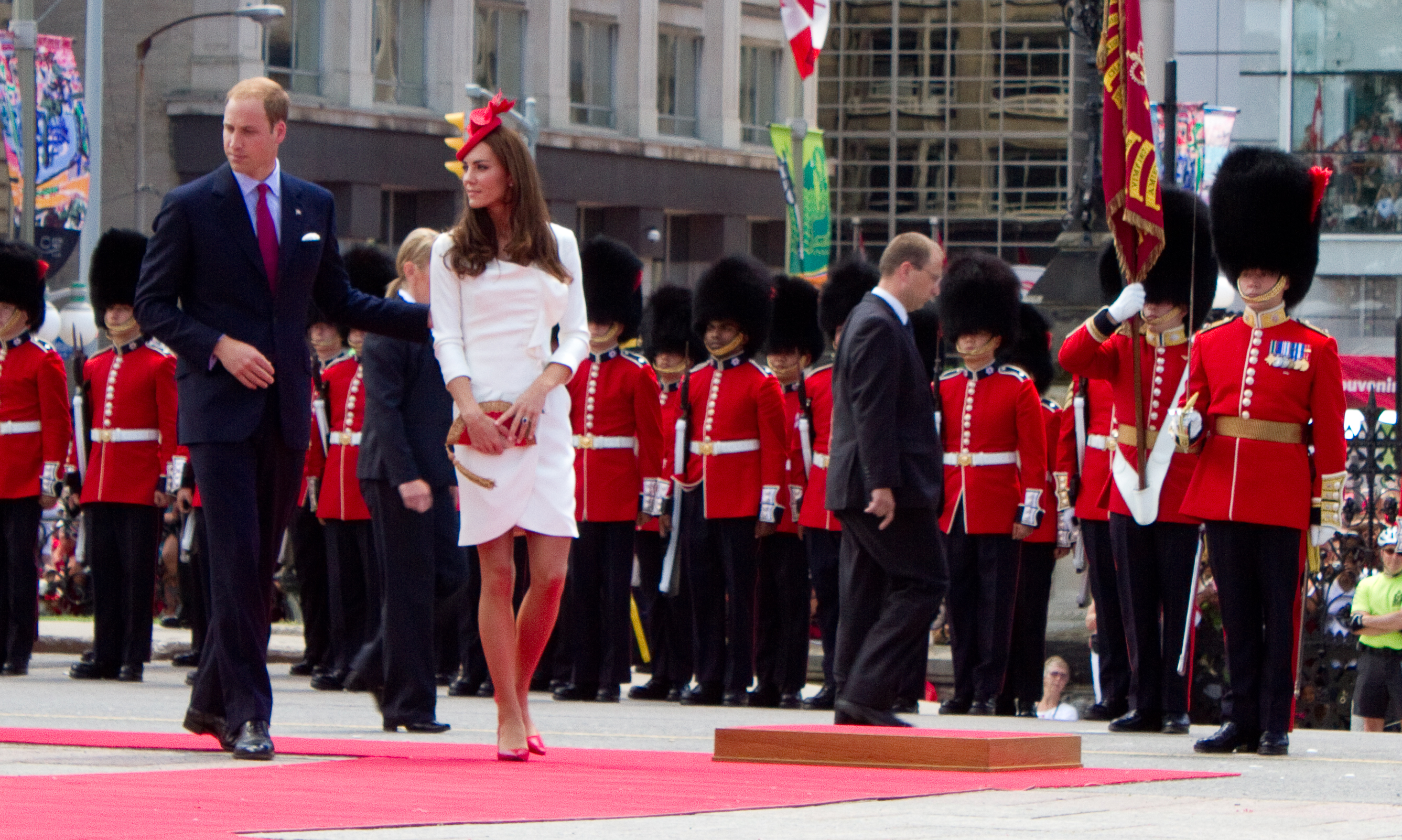
شاهزاده و پرنسس ولز (که در آن زمان به دوک و دوشس کمبریج معروف بودند) در اتاوا، کانادا در نخستین تور سلطنتی مشترک خود در خارج از بریتانیا

این فهرستی از بازدیدهای رسمی خارج از کشور و تورهای مشترک المنافع می باشد که توسط شاهزاده و پرنسس ولز انجام گرفته است. شاهزاده ویلیام ، در سنین کودکی، برای نخستین بار با والدینش در بازدیدها و تورهای رسمی سفر کرد. حال او جزوی از مهم ترین سفیران بریتانیا می باشد. گاهی دوک به نام نماینده بریتانیا به خارج از کشور سفر می کند.  همسر وی، کاترین ، بعداز اضافه شدن به خانواده سلطنتی بریتانیا در سال ۲۰۱۱، سفرهای رسمی را شروع کرد و از آن وقت او را در بازدیدها همراهی می نمود و به نمایندگی از بریتانیا به انجام فعالیت‌های خارجی خود پرداخت. شاهزاده و پرنسس همچنین به عنوان نماینده های وی یا به نام اعضای خانواده سلطنتی، تورهایی را در قلمروهای مشترک المنافع ، که پدر ویلیام پادشاه آن مکان می باشد، انجام می دهند.

## خلاصه سفرهای رسمی خارج از کشور

### ویلیام
- ۱ بازدید: افغانستان ، آکروتیری و دکلیا ، باهاما ، بلیز ، بوتان ، بوتسوانا ، چین ، دانمارک ، فنلاند ، هند ، ایرلند ، اسرائیل ، جامائیکا ، ژاپن ، لسوتو ، کویت ، مالزی ، مالت ، نامیبیا ، پاکستان ، نروژ ، فلسطین ، لهستان ، سنگاپور ، جزایر سلیمان ، آفریقای جنوبی ، سوئد ، تانزانیا ، تووالو ، ویتنام ۲ بازدید: ایتالیا ، کنیا ، ایالات متحده ، امارات متحده عربی ۳ بازدید: آلمان ، سوئیس ۴ بازدید: استرالیا ، بلژیک ، کانادا ۶ بازدید: فرانسه ، نیوزلند

### کاترین

#### بازدیدهای فردی
۱ بازدید: دانمارک ، لوکزامبورگ ، هلند

#### همراهی ویلیام
- ۱ بازدید: آکراتاری و داکیلیا ، استرالیا ، باهاما ، بلیز ، بوتان ، دانمارک ، آلمان ، هند ، ایرلند ، جامائیکا ، مالزی ، نیوزیلند ، نروژ ، پاکستان ، لهستان ، سنگاپور ، جزایر سلیمان ، سوئد ، تووالو ۲ بازدید: کانادا ، ایالات متحده ، بلژیک ۳ بازدید: فرانسه

## فهرست بازدیدهای رسمی خارج از کشور

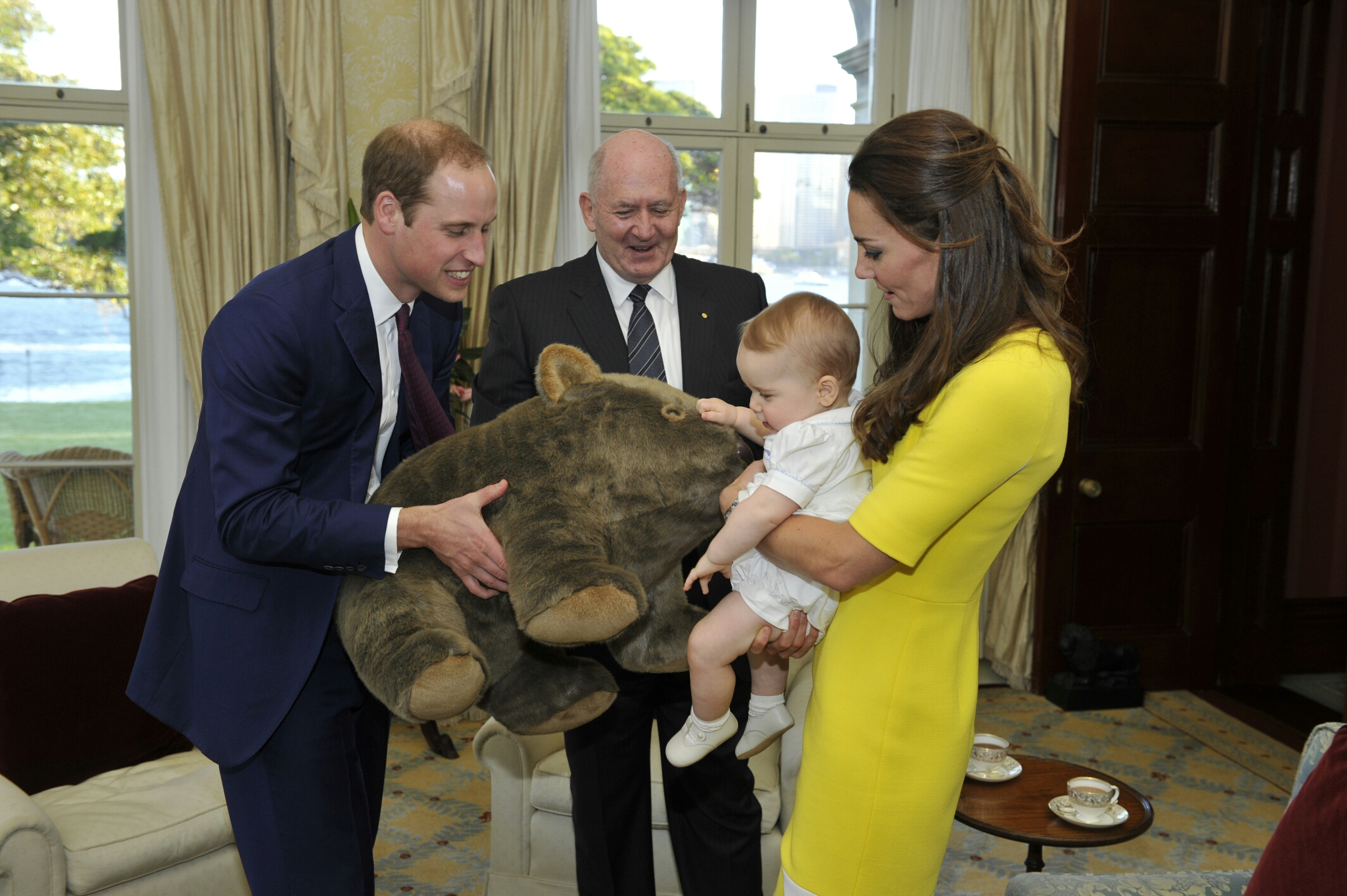
دوک و خانواده اش با پیتر کازگروو استرالیا
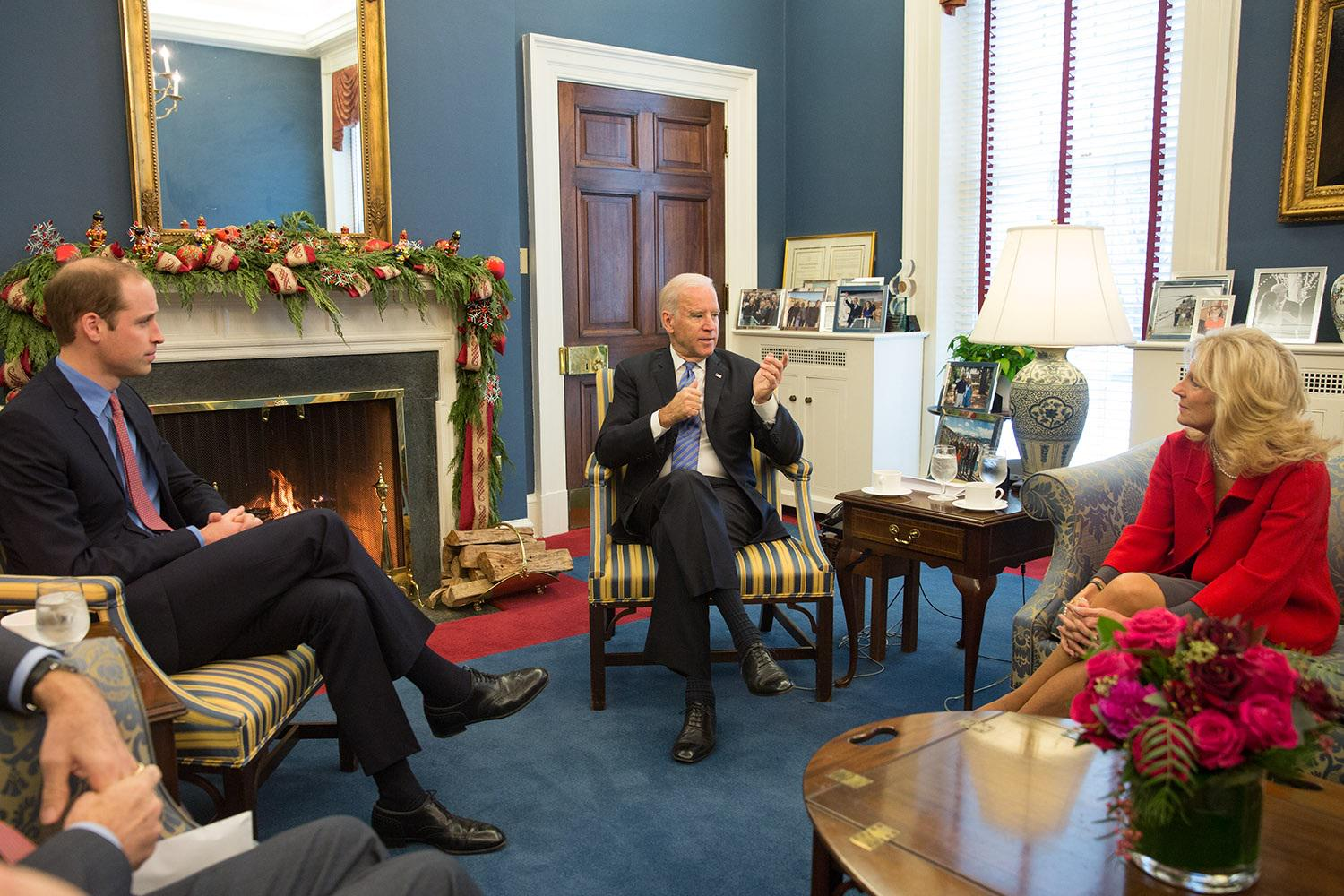
دیدار دوک با معاون رئیس جمهور جو بایدن ایالات متحده
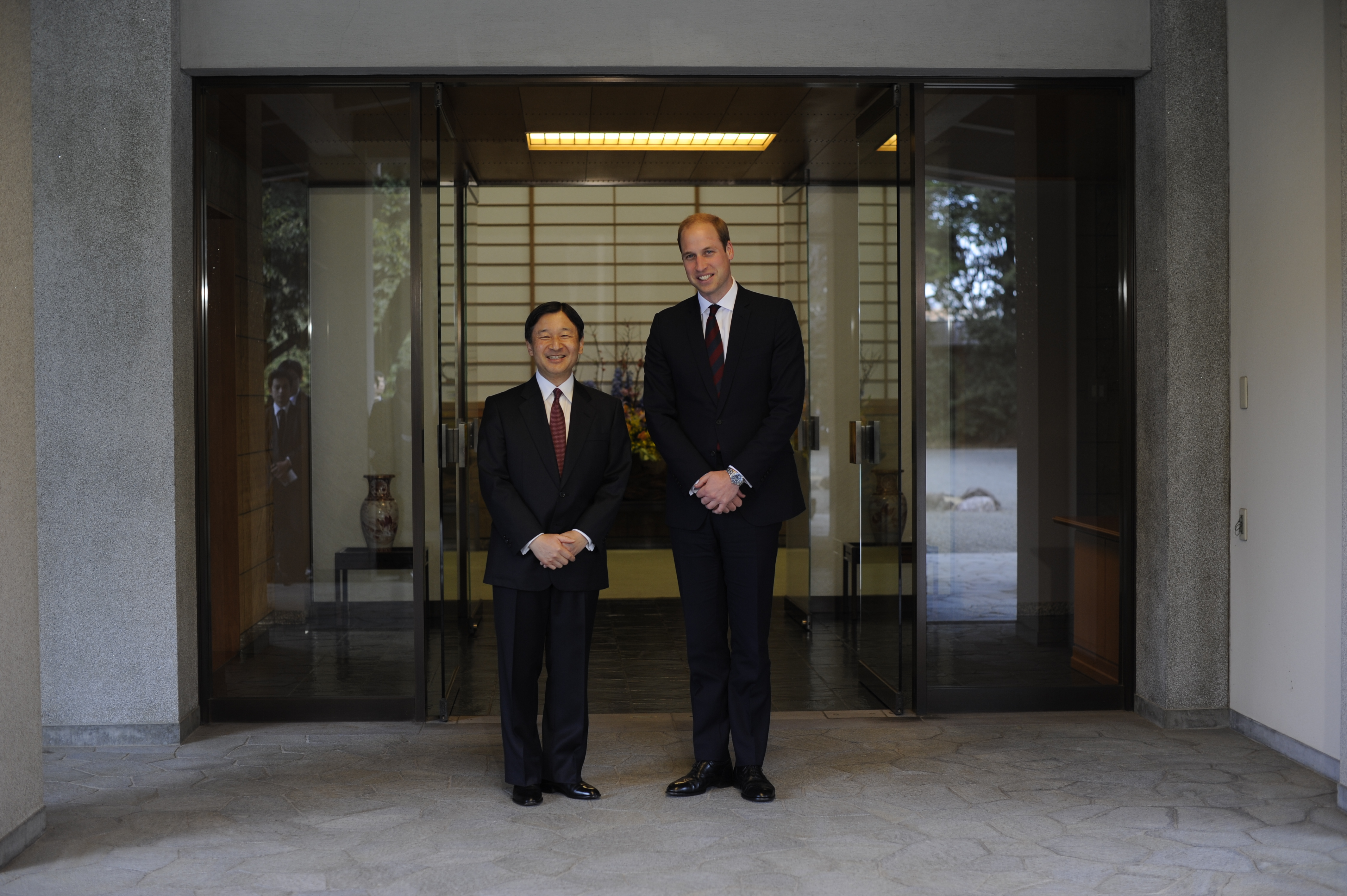
ویلیام با ولیعهد ناروهیتو ژاپن
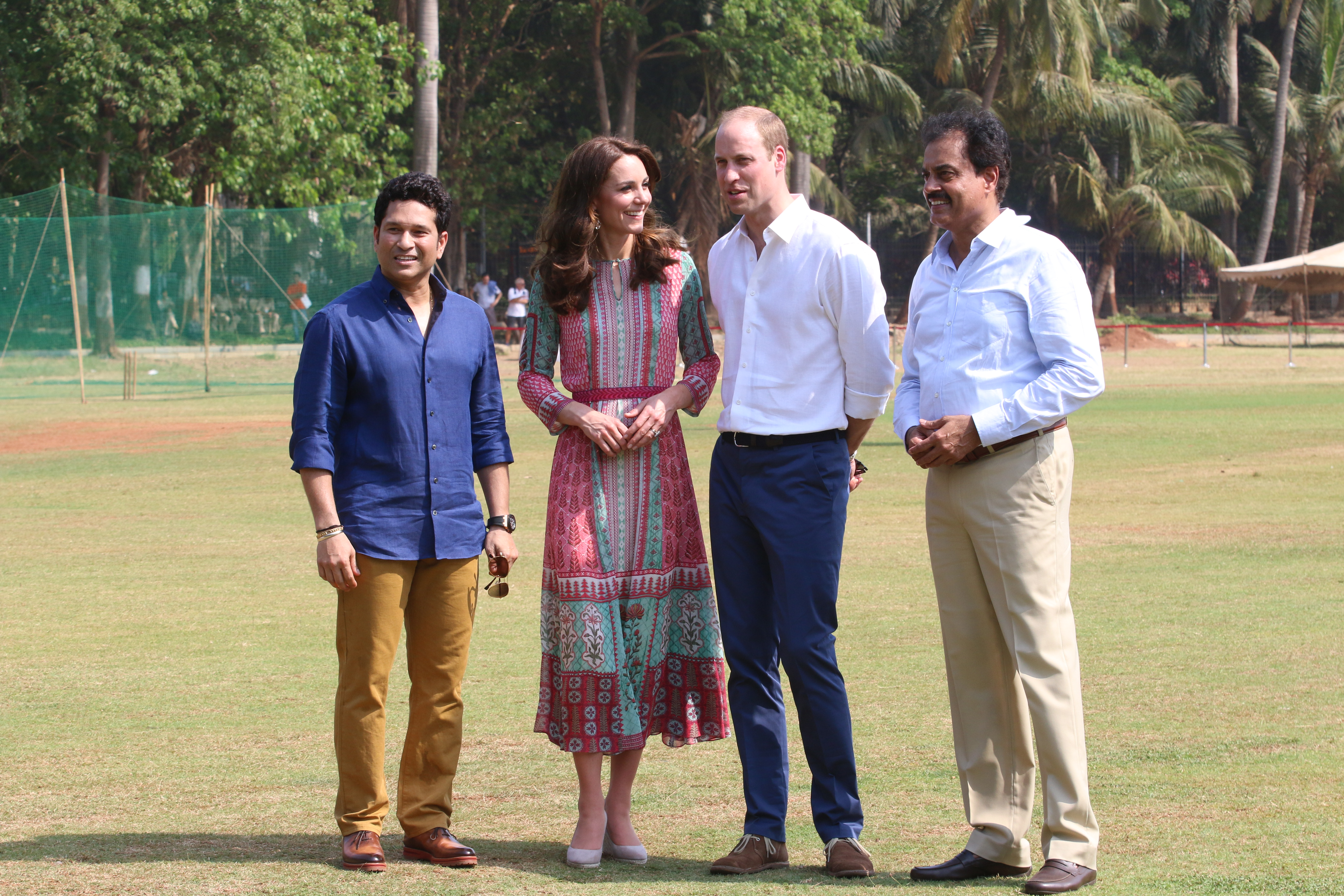
دوک و دوشس در اول میدان هند
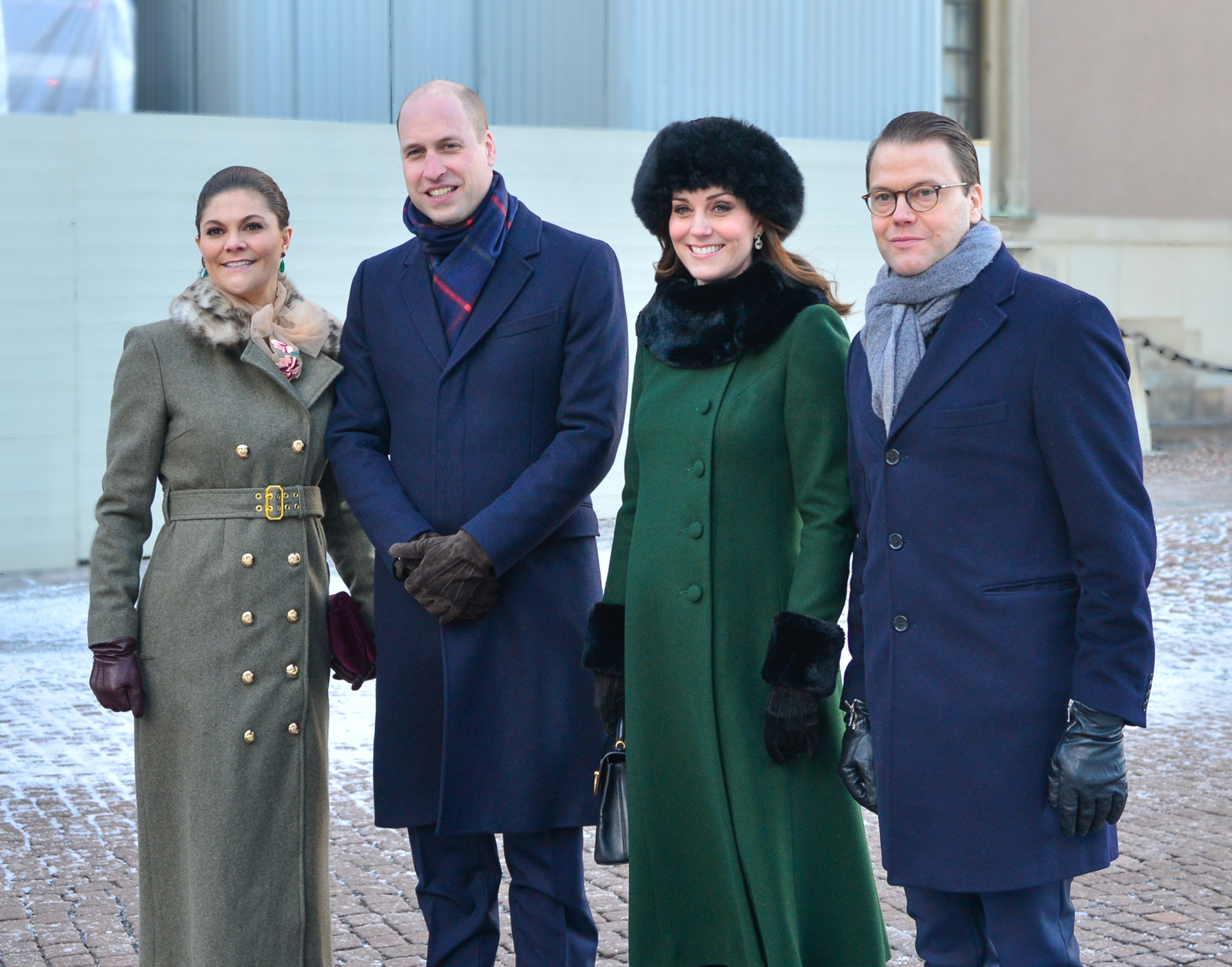
دوک و دوشس با ولیعهد ویکتوریا و شاهزاده دانیل سوئد
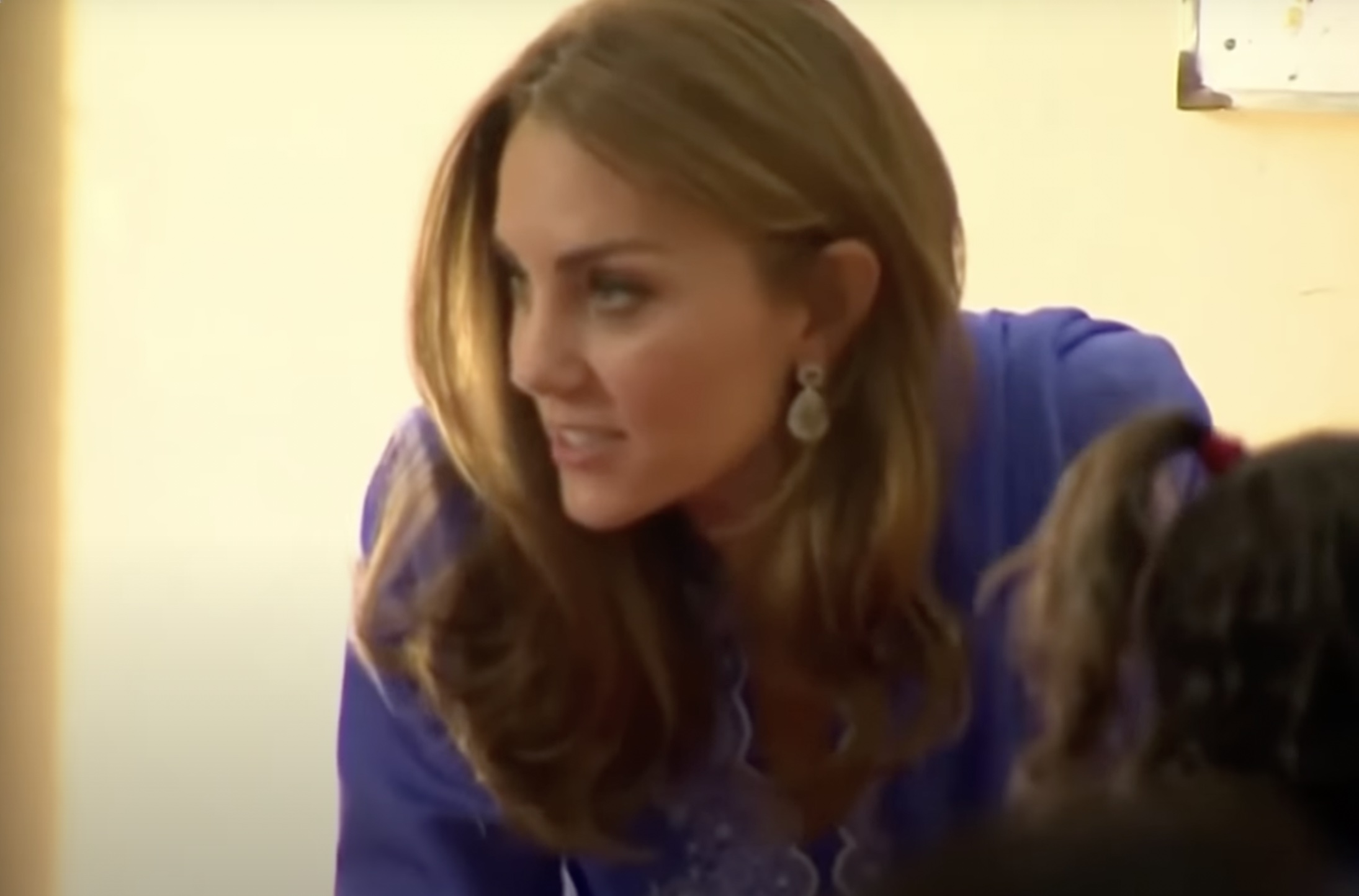
ملاقات کاترین با دانش آموزان پاکستان